# Julio Piumato
Julio Juan Piumato (Buenos Aires, 18 de diciembre de 1951) es un sindicalista, abogado y político de Argentina. Secretario de Derechos Humanos de la CGT y secretario General de la Unión de Empleados Judiciales de la Nación.

## Biografía
Piumato se recibió de abogado en la Universidad de Buenos Aires. En 1972 ―a los 20 años de edad― comenzó a trabajar en el poder judicial, al tiempo que comenzó a militar sindicalmente y en la Juventud Peronista.[cita requerida] En 1975 fue elegido delegado general del Fuero Civil de la UEJN (Unión de Empleados de la Justicia de la Nación).

### Actividad gremial
En 1976, durante la dictadura cívico-militar (1976-1983), comenzó a reclamar la reincorporación de los empleados cesanteados del poder judicial. El 1 de junio de 1976 fue detenido, y permaneció encarcelado durante seis años. Fue liberado el 24 de diciembre de 1982. En 1983, tras el regreso de la democracia, comenzó a militar nuevamente para reclamar la reincorporación de los empleados judiciales cesanteados durante la dictadura.
Menos cuatro grupos operativos del Departamento Sumarios de la Superintendencia de Seguridad Federal allanaron simultáneamente los domicilios de varios miembros de la UEJN y se llevaron a compañeros judiciales, iban por ellos. Los detuvieron y posteriormente condujeron al centro clandestino de detención y tortura, algunos de los cuales aún permanecen desaparecidos. Por dicha causa sería condenado ministro del Interior de la última dictadura y responsable de la Policía Federal Argentina, Albano Eduardo Harguindeguy

En 1984 ocupó un cargo en la CGT (Confederación General del Trabajo), al cual renunció en 1986 por razones ideológicas. En dicho año fundó la Lista Marrón de los Judiciales, que reclamaba por los derechos de los empleados judiciales.
En 1990 fue secretario general de la UEJN (Unión de Empleados de la Justicia de la Nación). En 1994 cofundó el MTA (Movimiento de los Trabajadores Argentinos). Fue opositor a las medidas económicas neoliberales del gobierno de Carlos Menem. Fue un importante promotor de la Marcha Federal de 1994 [cita requerida]
El 19 de abril de 2000 ―durante el gobierno de Fernando De la Rúa― recibió una herida de bala durante la represión de la manifestación en contra de la promulgación de la Ley de Reforma Laboral ―la llamada popularmente Ley «Banelco», por los supuestos sobornos que recibieron los legisladores de la oposición (a través de sus cuentas corrientes en el banco Banelco)―. La herida le provocó la pérdida de un testículo.
Julio Piumato acusó al personal de la Policía Federal de haber disparado balas de plomo contra los trabajadores. Su hermana Liliana Piumato ―al ser advertida de que el encargado de secuestrar esa bala sería personal de la propia Policía Federal involucrada en el atentado― preservó el proyectil extraído en el hospital a su hermano.
En mayo de 2009 fue sobreseído de esa causa, ya que se demostró que la bala había sido disparada desde varios metros de distancia (no podría haberse autoinfligido la herida), y su hermana fue sobreseída porque su actitud no había tenido como finalidad la destrucción de la prueba sino justamente preservarla. En 2014 fue reelecto como secretario general de la UEJN por la Lista Marrón, para el periodo 2014/2018 con el 91% de los votos de los afiliados, triunfando en todo el país, salvo en las realizadas en la Seccional 2 de CABA done triunfó una lista opositora Azul y Blanca.
En el año 2003 militó a favor de una renovación del funcionamiento de las áreas judiciales. En el año 2004 fue nombrado secretario de Derechos Humanos de la CGT, ya unificada. En 2005 fue candidato a diputado por el Frente para la Victoria, por la ciudad de Buenos Aires. En el año 2009 se presentó nuevamente como candidato a diputado, acompañando a Carlos Heller y Noemí Rial. En 2010 fue elegido titular de Unión de Empleados de la Justicia de la Nación por la Lista Marrón que encabeza, quien conduce el gremio desde 1990, triunfó en las 14 regionales en que está distribuido ese sindicato y logró la renovación total de las comisiones directivas locales.
En 2013 se distanció del partido oficialista Frente para la Victoria. El 15 de mayo de 2014, la agrupación Azul y Blanca –cercana al oficialismo– se hizo con el 87% de los votos, superando ampliamente a la lista Marrón que contenía a sus candidatos, a raíz de esto, Piumato, intervino la seccional de la ciudad de Buenos Aires y desplazó a la conducción que el año pasado había ganado por amplio margen las elecciones en el ámbito porteño.

### Actividad política
El 15 de diciembre de 2014 Julio Piumato lanzó el Movimiento para el Bien Común con Gustavo Vera como precandidato a jefe de Gobierno de la Ciudad Autónoma de Buenos Aires.
Este movimiento es un frente político conformado inicialmente entre la ONG La Alameda cuyo titular es Gustavo Vera―,
el Partido de la Cultura, la Educación y el Trabajo, la CGT, que lidera localmente Julio Piumato) y el Partido Demócrata Cristiano de la ciudad de Buenos Aires, que conduce Carlos Traboulsi.
Como las elecciones locales están desdobladas de las nacionales que están muy separadas en el tiempo (octubre de 2015), el Movimiento para el Bien Común no presentará ningún candidato a presidente. En las PASO porteñas el partido obtuvoun 0.60% de los votos quedando inhabilitado a presentarse en las generales de octubre al no obtener el 1.5% de los votos mínimos necesarios.
En 2023 volvería a ser reelecto